# Qinghai-søen
Qinghai-søen (kinesisk: 青海湖, pinyin: Qīnghǎi Hú, «den blå/grønne sø») er en af verdens største saltsøer. Den ligger i den kinesiske provins Qinghai, 3.195 moh., og dækker et areal på 5.694 km². Andre navne på søen er Koko-nor (mongolsk) og Tso-ngombo (tibetansk).
I 1960'erne havde 108 større eller mindre floder sit udløb i Qinghai-søen. Men i 2004 var 85 % af flodmundingerne udtørret, også mundingen til den største flod, Buh. Siden 1959 har vandstanden sænket sig. Derved er der opstået mindre isolerede søer som tidligere var del af Qinghai-søen.